# Mylo Xyloto
Mylo Xyloto — п'ятий студійний альбом британського гурту альтернативного року Coldplay. Альбом було видано 24 жовтня 2011 року лейблом EMI. Йому передували сингли Every Teardrop Is a Waterfall — вийшов 3 червня 2011 року та Paradise — 12 вересня 2011 року, а слідом за альбомом вийшов третій сингл — Princess Of China, 25 жовтня 2011 року. В записі пісні Princess of China брала участь співачка Ріанна. В інтернеті з'явився за тиждень до офіційного релізу. До свого виходу альбом «Mylo Xyloto» отримав суперечливі відгуки музичних критиків.

## Список композицій
Всі пісні написали Гай Беррімен, Джон Бакленд, Кріс Мартін та Вілл Чемпін
| Список композицій | Список композицій                                | Список композицій |
| #                 | Назва                                            | Тривалість        |
| ----------------- | ------------------------------------------------ | ----------------- |
| 1.                | «Mylo Xyloto»                                    | 0:42              |
| 2.                | «Hurts Like Heaven»                              | 4:02              |
| 3.                | «Paradise»                                       | 4:38              |
| 4.                | «Charlie Brown»                                  | 4:45              |
| 5.                | «Us Against the World»                           | 4:00              |
| 6.                | «M.M.I.X.»                                       | 0:48              |
| 7.                | «Every Teardrop Is a Waterfall»                  | 4:01              |
| 8.                | «Major Minus»                                    | 3:30              |
| 9.                | «U.F.O.»                                         | 2:18              |
| 10.               | «Princess of China» (Виконано спільно з Ріанною) | 3:58              |
| 11.               | «Up in Flames»                                   | 3:13              |
| 12.               | «A Hopeful Transmission»                         | 0:33              |
| 13.               | «Don't Let It Break Your Heart»                  | 3:54              |
| 14.               | «Up with the Birds»                              | 3:46              |